# U sjeni Kurana
U sjeni Kurana (ar. في ظِلالِ القرآن‎, romanizirano: fī ẓilāl al-qur'ān), djelo napisano kao opsežni komentar Kurana, premda više predstavlja političko-vjerske ideje autora Sayyeda Qutba, egipatskog pisca i glavnog teoretičara i idejnog vođe islamizma, glavnog čovjeka Muslimanskog bratstva, danas jedne od najutjecajnijih skupina u muslimanskome svijetu. Qutb ga je napisao 1950-ih dok je bio u zatvoru. Ostvarilo je veliki utjecaj među islamistima. U djelu kritizira Zapad i SAD. Qutb smatra da to dvoje šire novopoganštinu te drži potrebnim "utvrditi neprijatelja Boga i islama, odbaciti pogansko društvo i potpuno se odijeliti od njega, izgraditi muslimansko društvo i napasti i uništiti pogansko društvo". Zbog takvih ideja, posebice zadnje, ove su militantne ideje nadahnule najekstremnije islamističke skupine koje su počinile teroristička djela.